# 美景宫 (魏玛)

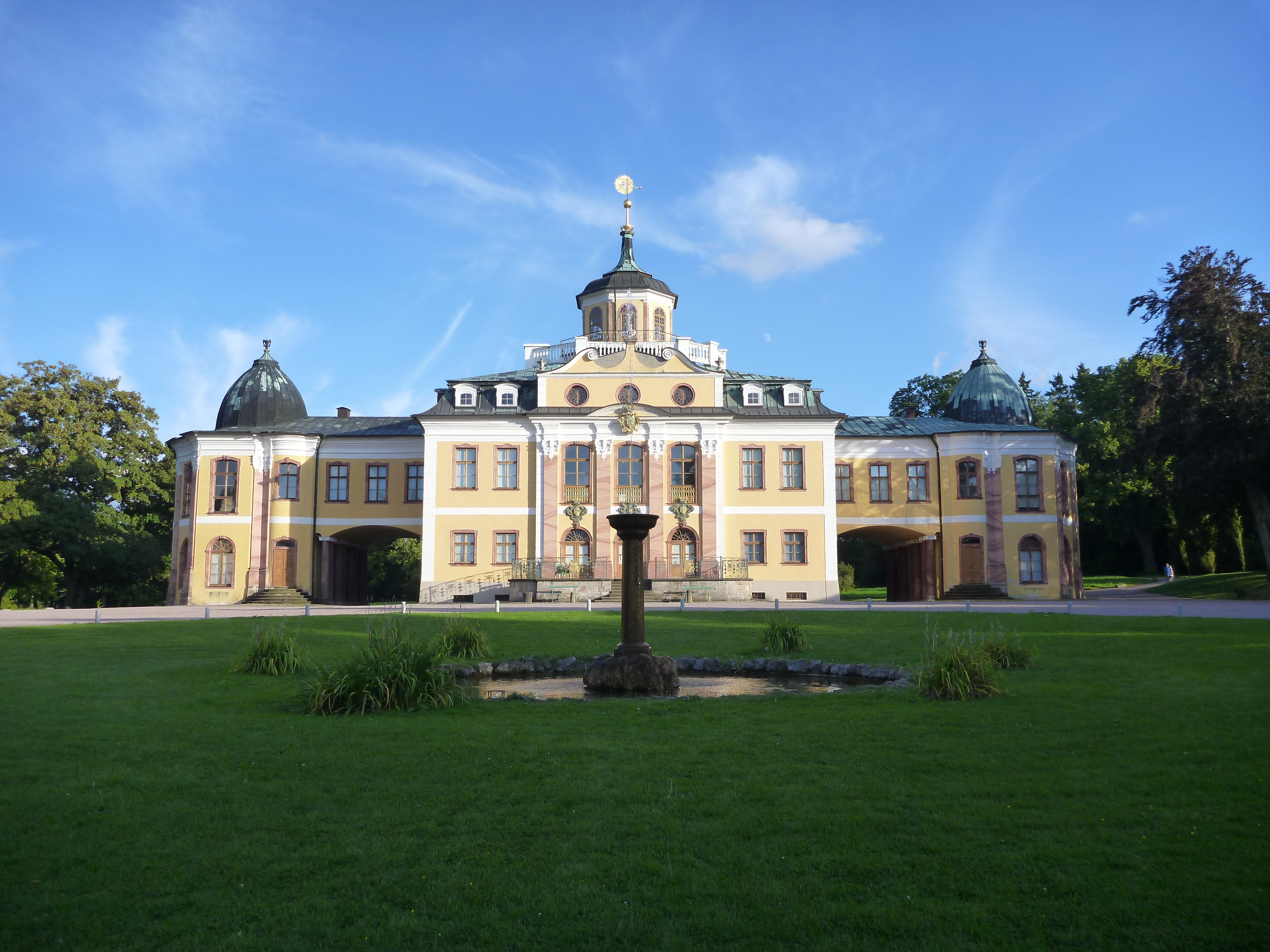
魏玛美景宫

位于德国魏玛郊区的美景宫（Schloss Belvedere）是一座巴洛克风格的夏宫，建于1724年至1732年。今天用于收藏魏玛的一部分艺术品，包括瓷器、彩陶、家具和18世纪的画作。
其花园原为法国风格。1811年后，萨克森-魏玛-艾森纳赫大公卡尔·腓特烈将其改为英式庭园风格。